# András Balczó
András Balczó (Kondoros, 16 agosto 1938) è un ex pentatleta ungherese.

## Palmarès
In carriera ha conseguito i seguenti risultati:
- Giochi olimpici:

Roma 1960: oro nel pentathlon moderno a squadre.
Città del Messico 1968: oro nel pentathlon moderno a squadre ed argento individuale.
Monaco 1972: oro nel pentathlon moderno individuale ed argento a squadre.
- Mondiali:

Aldershot 1958: argento nel pentathlon moderno a squadre.
Hershey 1959: argento nel pentathlon moderno individuale.
Mosca 1961: argento nel pentathlon moderno a squadre e bronzo individuale.
Città del Messico 1962: argento nel pentathlon moderno a squadre.
Magglingen 1963: oro nel pentathlon moderno individuale ed a squadre.
Lipsia 1965: oro nel pentathlon moderno individuale ed a squadre.
Melbourne 1966: oro nel pentathlon moderno individuale ed a squadre.
Jönköping 1967: oro nel pentathlon moderno individuale ed a squadre.
Budapest 1969: oro nel pentathlon moderno individuale ed argento a squadre.
Warendorf 1970: oro nel pentathlon moderno a squadre ed argento individuale.
San Antonio 1971: argento nel pentathlon moderno a squadre e bronzo individuale.